# Mezzanino (miejscowość)
Mezzanino – miejscowość i gmina we Włoszech, w regionie Lombardia, w prowincji Pawia.
Według danych na rok 2004 gminę zamieszkiwało 1467 osób, 112,8 os./km².